# Пасто (язык)
Па́сто (исп. pasto, также past awá) — мёртвый барбакоанский язык, на котором разговаривали на территории современного Эквадора.
Носители проживали в окрестностях посёлков Тулкан и Ипиалес рядом с современной колумбийско-эквадорской границей. Сейчас перешли на испанский. Район включал в себя также горную часть эквадорской провинции Карчи. Список слов варианта пасто, на котором разговаривали в Муэльямуэс (департамент Нариньо), составленный в XIX веке, указывает на значительное сходство с языком ава-пит, хотя это был особый язык с большим количеством лексических заимствований из кечуа. По мнению В. Аделаара, муэльямуэсский пасто, возможно, был последним живым диалектом пасто.

## Топонимика
Типичными элементами пасто, сохранившимися в топонимах, являются окончания -quer (Mayasquer,
Altaquer) и -es (Ipiales, Pupiales, Túquerres).
Муэльямуэсское слово piar «маис» встречается в топониме Пьярталь в провинции Карчи (Эквадор). Окончание -tal интрепретируется как «скала».